# Katia Tangian

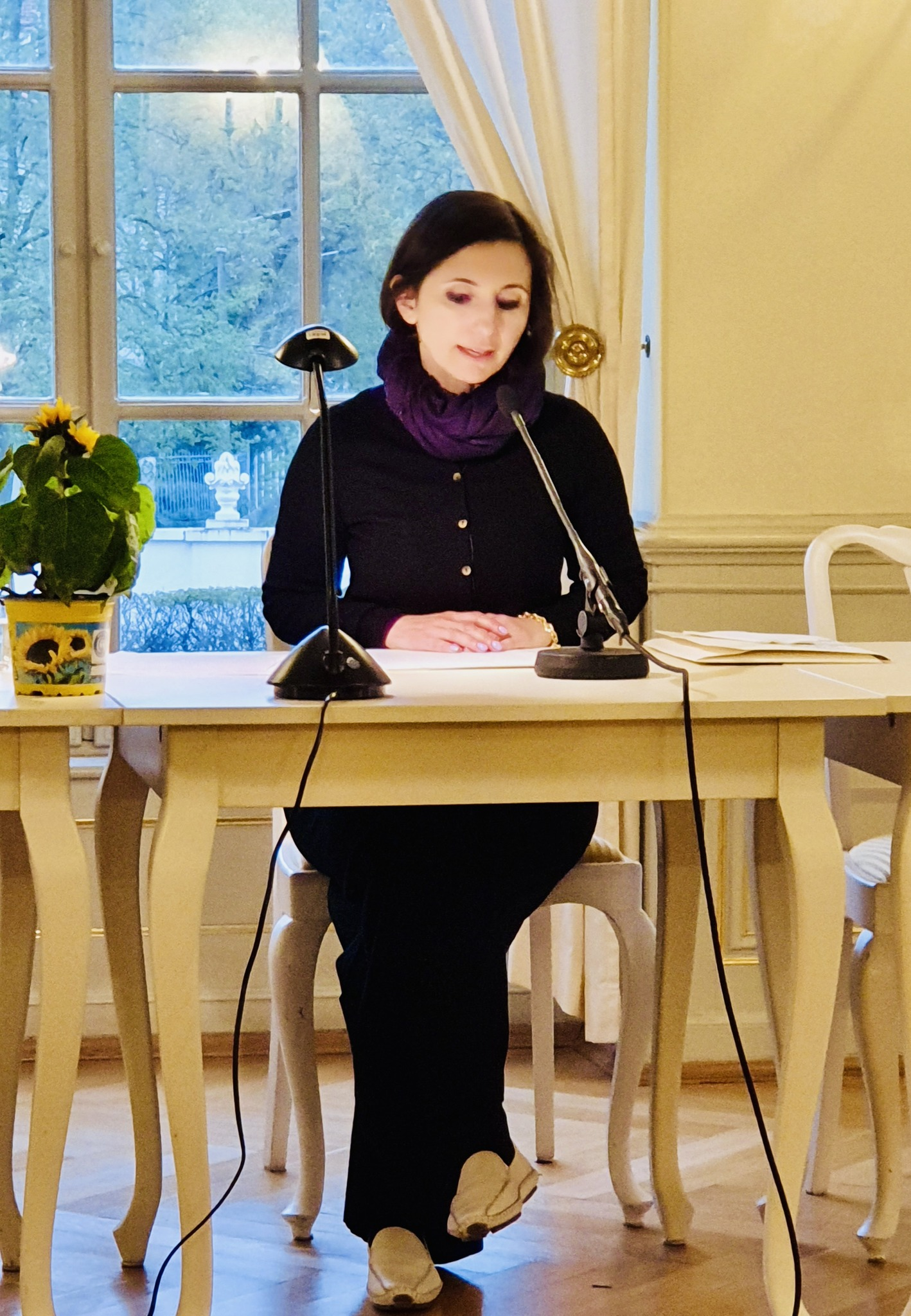
Tangian bei einer Lesung im Rahmen der Leipziger Buchmesse (2023)

Katia Tangian oder Ekaterina Tangian (* 19. Dezember 1975 in Moskau) ist eine deutsche Kunsthistorikerin, Künstlerin und Schriftstellerin.

## Leben
Tangians Eltern sind der Mathematiker und Ökonom Andranik Tangian und die Literaturwissenschaftlerin Olga Trifonowa-Tangian, Tochter des russischen Schriftstellers Juri Walentinowitsch Trifonow.
Tangian wuchs mit ihren Geschwistern, Malerin Nina Römer (geb. Tangian, * 1978) und Musiker Mischa Tangian (* 1988), in Moskau auf. 1990 zog die Familie nach Deutschland.
Nach dem Abitur studierte Tangian Kunstgeschichte und Literaturwissenschaften an der Ruhr-Universität Bochum. Es folgte die Promotion an der Staatlichen Hochschule für Gestaltung Karlsruhe bei Beat Wyss in Kunstgeschichte. Parallel studierte Tangian Malerei und Fotografie an der Kunstakademie Düsseldorf bei Helmut Federle und Thomas Ruff. Seitdem arbeitet sie als Kunstvermittlerin und Dozentin an verschiedenen Museen und Universitäten sowie als Gymnasiallehrerin.
Tangians Kurzgeschichten, Gedichte und Essays werden in zahlreichen Literaturzeitschriften und -anthologien veröffentlicht. Sie illustriert Kinderbücher und Buchcovers und zeichnet für das Artwork von t, einem deutschen Musiker, mit dem sie seit 2006 verheiratet ist, verantwortlich. Neben ihrer literarischen und künstlerischen Tätigkeit veröffentlicht sie kunsthistorische und kunstdidaktische Texte.
Tangian lebt mit ihrem Mann und ihrer Tochter bei Hannover.

## Publikationen (Auswahl)
- mit Maria Müller: Bernd und Hilla Becher. Typologien industrieller Bauten, K21 Kunstsammlung Nordrhein-Westfalen (Ausstellungsheft), Düsseldorf 2004. 2. Auflage: Haus der Kunst, München 2004.
- mit Fabian Stein und Angela Wenzel: William Kentridge, K20 Kunstsammlung Nordrhein-Westfalen (Ausstellungsheft), Düsseldorf 2004.
- Gabi ist tot. Gedichte (= Blei. Band 15). Distillery, Berlin 2006, DNB 979796040 (10 S.).
- Zeit-Räume: Kunst in Glashäusern, Wunstorf 2008, DNB 1037885562.
- Spielwiese Kunstakademie. Habitus, Selbstbild, Diskurs. Olms, Hildesheim 2010, ISBN 978-3-487-14357-6 (zugleich Dissertation).

## Beiträge
- Roman. In: Konzepte, Literatur zur Zeit, Karlsruhe, Nr. 23, 2003, ISSN 0179-0676, S. 32–33.
- Windmühlen und Luftpaläste. In: Macondo, Die Lust am Lesen, Bochum, Nr. 12, 2004, ISBN 3-933794-12-9, S. 40.
- Bewegte Bilder im Museum – Das Schulprojekt Schnelle Schnitte. In: Stiller, Jürgen (Hrsg.): Bildräume – Bildungsräume. Kunstvermittlung und Kommunikation im Museum, Dortmunder Schriften zur Kunst, 2007, ISBN 978-3-8334-7220-6, S. 33–37.
- Der schöne Schein: Banknotendesign. In: Fachzeitschrift des BDK Fachverband für Kunstpädagogik, 03/2022, ISSN 0005-2981, S. 22–28.
- Zeichen. In: Wortschau, Literaturmagazin, Neustadt/Weinstaße und Düsseldorf, Ausgabe Nr. 41, 2023, S. 58–59, ISBN 978-3-944286-41-9.
- Peter erklärt: Wie man eine Spüle nicht anschliesst. In: DreckSack. Lesbare Zeitschrift für Literatur, 14. Jahrgang, Nr. 4, Berlin 2023,  ISSN 2195-4410, S. 8.
- Ab jetzt einfach alles! In: außer:dem, Nr. 30, München 2023, ISSN 1613-6713, S. 38–44.
- Von Spam zu Glam ... und wenn es doch wahr wäre?! In: Fachzeitschrift des BDK Fachverband für Kunstpädagogik, 03/2023, ISSN 0005-2981, S. 21–25.
- Alte Fotos. In: eXperimenta, Magazin für Literatur, Kunst und Gesellschaft, Bingen 2023, ISSN 1865-5661,  S. 50–51.
- achtzehn – zwanzig. In: Signaturen (online [abgerufen am 29. März 2024]), 24. November 2023.
- Von orakelnden Orkas und Tee trinkenden Trollen: Mit Buntstiften Geschichten erzählen. In: Kunst + Unterricht, Friedrich Verlag, Nr. 477–478, 2023, ISSN 0931-7112, S. 43–46.
- Kunstwerke aus der Schulpraxis. In: Glas, Alexander; Krautz, Jochen; Sowa, Hubert: Didaktik des Kunstunterrichts: Ein Lehrbuch für Studium und Praxis, Kohlhammer Verlag 2023, ISBN 978-3-17-037595-6, S. 57 ff.
- Tarot reloaded: Tiefdruck mit Tiefgang. In: Fachzeitschrift des BDK Fachverband für Kunstpädagogik, 01/2024, ISSN 0005-2981, S. 30–35.

## Ausstellungen (Auswahl)
- 1992 Maison de la Culture Arménienne, Grenoble, Frankreich
- 2000 MAIS I, Bunker Köln-Ehrenfeld[10][11]
- 2001 MAIS II, Bunker am Gesundbrunnen, Berlin[9]
- 2002 Kulturmagazin Lothringen, Bochum[12]
- 2002 Haus am Lützowplatz, Berlin[13]
- 2002 Lange Nach der Museen, Miljiöö, Koblenz
- 2002 ‚emprise art award‘, Kunstforum NRW, Düsseldorf[7]
- 2002 MAIS IV, 2. Biennale in Liverpool[5]
- 2003 ‚Armenische Künstler in Köln‘, Alte Feuerwache, Köln[14]
- 2003 MAIS V, Bunker am Alexanderplatz, Berlin[15]
- 2017 Jubiläumsausstellung des Musischen Zentrums, Bochum[16]